# Vernon (Flórida)
Vernon é uma cidade localizada no estado americano da Flórida, no condado de Washington. Foi incorporada em 1926.

## Geografia
De acordo com o United States Census Bureau, a cidade tem uma área de 12,3 km², onde todos os 12,3 km² estão cobertos por terra.

### Localidades na vizinhança
O diagrama seguinte representa as localidades num raio de 32 km ao redor de Vernon.

## Demografia
Segundo o censo nacional de 2010, a sua população é de 687 habitantes e sua densidade populacional é de 55,7 hab/km². Possui 360 residências, que resulta em uma densidade de 29,2 residências/km². É a localidade que, em 10 anos, teve a maior redução populacional do condado de Washington.